# عبد السلام الزواوي
عبد السلام الزواوي هو عبد السلام بن علي بن عمر بن سيد الناس، أبو محمد الزواوي المالكي: أوائل قضاة المالكية بدمشق، حين عين القضاة الأربعة، ولد بباجة سنة 589هـ الموافق 1193م ، وانتقل في شبابه إلى مصر، ثم عاد واستقر بدمشق سنة 617هـ وتوفى بها سنة 681هـ الموافق 1282م،  من كتبه:
- عدد الآي،
- التنبيهات على معرفة ما يخفى من الوقوفات .